# Carl E. Walz
Carl Erwin Walz (* 6. September 1955 in Cleveland, Ohio) ist ein ehemaliger US-amerikanischer Astronaut.
Walz erhielt 1977 einen Bachelor in Physik von der Kent State University in Ohio und 1979 einen Master in Festkörperphysik von der John Carroll University in Ohio. Von 1979 bis 1982 war er auf der McClellan Air Force Base verantwortlich für die Analyse von radioaktiven Proben aus dem Atomic Energy Detection System. Das darauffolgende Jahr wurde er als Flugerprobungsingenieur an der Testpilotenschule auf der Edwards Air Force Base ausgebildet und arbeitete dort auch bis 1990.

## Astronautentätigkeit
Carl Walz wurde im Januar 1990 mit der 13. Astronautengruppe ausgewählt.

### STS-51
Am 12. September 1993 startete er mit der Discovery im Rahmen der Mission STS-51 zu seinem ersten Flug ins All. Er setzte dabei den Advanced Communications Technology Satellite (ACTS) und den Shuttle Pallet Satellite (ORFEUS-SPAS) aus. Letzterer hatte amerikanische und deutsche wissenschaftliche Experimente einschließlich eines Ultraviolett-Spektrometers an Bord. In einem siebenstündigen Außenbordeinsatz erprobten Walz und sein Kollege James H. Newman Werkzeuge und Methoden zur Reparatur des Hubble-Weltraumteleskops. Nachdem ORFEUS-SPAS sechs Tage frei geflogen war und sich dabei ca. 65 km von der Discovery entfernt hatte, wurde er schließlich mit Hilfe des Shuttle-Roboterarms wieder eingefangen. Nach 158 Erdumrundungen landete die Discovery als erstes Shuttle in der Nacht am Kennedy Space Center.

### STS-65
Für die Mission STS-65 flog er mit der Raumfähre Columbia am 8. Juli 1994 in den Weltraum. Rund sieben Dutzend Experimente aus den Bereichen Biologie und Materialwissenschaften standen während des 15-tägigen Spacelab-Fluges auf dem Programm. Am 23. Juli landete er am Kennedy Space Center in Florida.

### STS-79
STS-79 startete am 16. September 1996 zur Raumstation Mir vom Kennedy Space Center, wo die Mission auch später wieder endete. Das Space Shuttle Atlantis war vier Tage an der Raumstation angekoppelt. Bei dieser Mission wurde das Mir-Besatzungsmitglied Shannon Lucid von John E. Blaha, der mit STS-81 zurückflog, abgelöst. Nach dem Austausch von Versorgungsgütern und Experimenten kehrte die Mission am 26. September 1996 auf die Erde zurück. Der Flug dauerte 10 Tage, 3 Stunden und 19 Minuten.

### ISS-Expedition 4
Zuletzt startete Walz am 5. Dezember 2001 als Bordingenieur der vierten Langzeitbesatzung zusammen mit Juri Onufrijenko und Daniel W. Bursch mit der Raumfähre Endeavour (STS-108) zur Internationalen Raumstation (ISS). Am 14. Januar 2002 unternahm Walz zusammen mit Onufrijenko einen Außenbordeinsatz und verlegte dabei den Frachtausleger für den russischen Strela-Kran vom PMA-1-Kopplungsadapter ans Äußere der Andockvorrichtung des Pirs-Moduls. Außerdem wurde auch eine Amateurfunk-Antenne am Ende des Swesda-Moduls installiert (ARISS-Projekt). Dieser Außenbordeinsatz dauerte sechs Stunden und drei Minuten. Mit 5 Stunden und 49 Minuten nur wenig kürzer war der nächste Außenbordeinsatz, den Walz zusammen mit Bursch am 20. Februar 2002 unternahm. Dabei wurde die Quest-Luftschleuse getestet und für künftige Ausstiege vorbereitet. Ein weiterer Höhepunkt der ISS-Expedition 4 war der Besuch der Raumfähre Atlantis im April 2002. Bei dieser Mission (STS-110) wurde das Gitterelement S0 zur ISS gebracht und installiert. Nach einer Flugzeit von 195 Tagen, 19 Stunden und 39 Minuten kehrte Walz an Bord des Space Shuttles Endeavour mit der Mission STS-111 am 19. Juni 2002 zur Erde zurück. Bursch und Walz hielten damit bis 2007 den Rekord für den längsten einzelnen US-Raumflug.

## Nach der NASA
Walz verließ die NASA am 5. Dezember 2008, um eine Stelle in der Industrie anzutreten.

## Privates
Walz und seine Frau haben zwei Kinder.